# Cleptometopus ochreoscutellaris
Cleptometopus ochreoscutellaris là một loài bọ cánh cứng trong họ Cerambycidae.